# شنندووا جانکشن (ویرجینیای غربی)
شنندووا جانکشن(به انگلیسی: Shenandoah Junction) شهری در ایالت ویرجینیای غربی کشور ایالات متحده آمریکا است که جمعیت آن در سرشماری سال ۲۰۱۰ میلادی، ۷۰۳ نفر بوده‌است.